# زیردریایی یوری دولگوروکی (کی-۵۳۵)
زیردریایی یوری دولگوروکی (کی-۵۳۵) (به انگلیسی: Russian submarine Yury Dolgorukiy (K-535)) یک زیردریایی اتمی  است که طول آن ۱۷۰ متر (۵۵۷ فوت ۹ اینچ) می‌باشد. این زیردریایی  در سال ۲۰۰۸ توسط روسیه ساخته شد. و هم اکنون بزرگ ترین زیر دریایی جهان است